# 美甘子
美甘子（みかこ、1982年4月26日 - ）は、日本のアイドル、タレントである。スプラット所属。

## 来歴
- 愛媛県今治市出身。全国の山祇神社、三島神社の総本社である大山祇神社があり、村上水軍や鶴姫など歴史にゆかりのある島で育つ。弟と妹がいる[1]。
- 愛媛県立今治北高等学校、専修大学文学部日本語日本文学科卒業。大学の卒論は『はっぴいえんど論〜日本語ロックの先駆け〜』。
- 大学卒業後大日本印刷に就職していた。2007年より芸能活動開始。3度事務所を移籍し、現在はスプラットに所属。自らの歴史好きを活かし歴史アイドル（歴ドル）として活動している。
- 2009年6月に『歴女 私の愛する戦国武将』、9月に『戦国武将とお姫様の残酷物語』、11月に『龍馬はなぜあんなにモテたのか』を著書として発表。
- 2010年10月より、TBSラジオ『大沢悠里のゆうゆうワイド』木曜日コーナーレギュラー。『美甘子の歴史DEええじゃないか!』放送開始。
- 2011年1月6日より、毎週木曜、夜10時〜NHK教育『直伝 和の極意〜体感・実感!にっぽんの名城』レギュラー出演。
- 2011年4月より、NHKラジオ第1『土曜あさいちばん』毎月第四土曜コーナーレギュラー。『美甘子の名城を訪ねて』放送開始。同年同月より『歴史人』（KKベストセラーズ）『歴っしゅ!新聞』連載開始。
- 2012年2月より、MSNドニッチ!コラム『歴ドル美甘子の歴史めがねDEなうびゅーいんぐ!』連載開始。毎週金曜更新。
- 2016年1月11日より、毎週月曜、夜9時〜BS12『せいこうの歴史再考』レギュラー。
- 2016年より、金融機関のための規制対応情報誌「FINANCIAL Regulation」にて『歴女美甘子のサバイバル日本史』連載。
- 2016年11月より、Excite エキサイト、スマダンにてコラム『歴ドル美甘子のラブラブ偉人伝』連載開始。
- 2017年7月より、ご当地歴史メディア「ユカリノ」にて料理コラム『歴ドル美甘子の歴っしゅ!キッチン』連載。
- 2018年2月1日、自身のブログにて、一般男性と結婚したことを報告。

## 人物
- 小さい頃から歴史好きで地元・大三島の郷土クラブに所属し、縄文土器や弥生土器の破片を拾い復元したりしていた。
- 高校生の頃、『刀社会への憧れ』というタイトルの作文で弁論大会に出場。三島由紀夫の『葉隠入門』に影響されてのものであるらしい。
- 歴史が非常に好きで、歴史アイドル通称「歴ドル」として活躍している。特技は、幕末の志士達の辞世の句や変名が言える事。
- 好きな歴史上の人物は坂本龍馬で尊敬もしている。坂本龍馬幕末歴史検定のイメージキャラクターを務めており、初級合格している。他に尊敬している人は森田一義・植草甚一・大槻ケンヂ・諸葛孔明。
- 日本舞踊扇崎流名取。
- 芸名の由来は、自身の敬愛する大槻ケンヂの小説『グミ・チョコレート・パイン』のヒロイン・山口美甘子から。大槻本人にも認知され、歴ドル美甘子生誕祭にて大槻よりサプライズプレゼントを受け取り、感極まり号泣している。
- 歴史好きの間で使われる挨拶「歴っしゅ!」の生みの親。決めポーズの指は片仮名の「レ」を表す。
- 2010年4月26日に阿佐ヶ谷ロフトで行った、歴ドル美甘子生誕祭にて、吉田豪と対談した。

### 趣味・嗜好
- 趣味は、史跡巡りや歴史上の人物達の墓参り、喫茶店巡り。京都の喫茶店に詳しい。
- DJやPerfumeのダンスも趣味。Perfumeのコピーグループである「カゼケン」を結成していた（現在は解散）。ダイノジのDJイベントによく出演している。
- 好きなミュージシャンは、CASCADE、デキシード・ザ・エモンズ、TOMOVSKY、POLYSICS、Perfume。
- 年齢の割にバンドブームの頃のバンドや音楽に詳しく、レコードコレクターである。『笑っていいとも!』出演時に、発禁になったレコード『タモリ3』を持って行き、タモリにサインをしてもらっており家宝にしている。
- CASCADEが好きで自身の歴史トークイベント『坂本龍馬幕末ナイト』に元メンバーのMAKKOがゲスト出演した際、大変感激している。
- 映画好きである。大学時代は映画研究同好会に所属し、8mmフィルムカメラで作品を撮っていた。
- 好きなスポーツはソフトテニスと卓球。また、本人のブログでは阪神タイガースを応援している姿を公表したことがある。
- 猫が好きで、スコティッシュフォールドを2匹飼っている。名前は、おいも（芸名：てぶくろ）と、こいも（芸名：バントライン）。※ペットライフ社『猫生活』vol.16に特集されている。
- 子供が大好きでチャイルドマインダーと小児救急救護MFAの資格を持っている。『笑っていいとも!』にゲスト出演をした際、「芸能界だけでは食べていけないため、小学校で学童保育として働いている」と語った[2]

### 龍馬に関して
- 中学時代の修学旅行で京都に行った際、自由行動の時間に、新撰組ファンの慶子ちゃんという親友と班を抜け出し、別行動で坂本龍馬の墓を見に行き「脱班だね」と言ったエピソードを新聞で語っている。
- アニメ『お〜い!竜馬』で坂本龍馬にハマリ、毎年の家族旅行で高知県の桂浜を訪れ龍馬像と写真を撮っていた。このため、漫画『お〜い!竜馬』の原作者の武田鉄矢を崇拝しており、文化放送『たまなび』にゲストで出演した際、偶然通りかかった武田鉄矢がブースに入ってきて感動と驚きで泣いてしまい嗚咽が生放送された。これが武田との初対面らしい。
- 高知県立坂本龍馬記念館の館長と文通していた。

## 出演作品

### 映画
- 落語娘（2008年、日活）

### ドラマ
- 蒼い瞳とニュアージュ （2007年　WOWOW）
- 龍馬伝 最終回（第48回）（2010年11月28日、NHK）

### テレビ
レギュラー
- せいこうの歴史再考（2016年1月11日 - 、BS12）
- 直伝 和の極意 〜体感・実感! にっぽんの名城（2011年1月6日 - 、NHK教育）

ゲスト出演
- ありえへん世界（2008年12月30日、テレビ東京）
- スーパーJチャンネル（2009年1月13日、テレビ朝日）
- 知っとこ!（2009年1月17日・2010年1月9日、毎日放送制作・TBS）
- UP!（2009年1月29日、メ〜テレ）
- どですか!（2009年1月31日、メ〜テレ）
- 笑っていいとも!（2009年2月5日、フジテレビ） - コーナーゲスト（出たいドル!/ザ・定番ショー）
- ちちんぷいぷい（2009年2月6日、毎日放送）
- 天下の肖像（2009年3月27日、スカパー! ヒストリーチャンネル）
- 王様のブランチ（2009年4月4日、TBS）
- 緊急特番 やっぱ見るべき?『レッドクリフ PartII』スペシャル（2009年4月7日、スカパー! MUSIC ON! TV）
- 柳家喬太郎のそれでも気楽に粋ましょう（2009年4月16日、BS11）
- ひるおび!（2009年4月22日、TBS）
- めざましテレビ（2009年4月30日、フジテレビ）
- 春の上杉まつり「川中島合戦」（2009年5月3日、NCV）
- 熱血!平成教育学院（2009年6月21日、フジテレビ）
- 笑っていいとも!（2009年7月28日、フジテレビ）
- スーパーニュース（2009年8月13日、フジテレビ）
- 天地人がやって来た!3〜レキジョ大集合〜（2009年8月22日、NHK）
- おしろツアーズ〜お城好き芸能人大集合SP〜（2009年9月14日、東海テレビ）
- ベストセラーBOOK TV（2009年9月19日、BS11）
- ストリートの道（2009年11月23日、テレビ東京）
- ながさきナビゲーター ヒルミテ「龍馬に夢中」（2009年11月24日、NHK長崎）
- ニュース長崎EYE610「発見龍馬伝」（2009年11月27日、NHK長崎）
- ごきげん ボニートっ!（2009年11月28日、高知放送）
- 爆笑問題のもうひとつの龍馬伝（2009年12月、NHK）
- カツケン 勝間経済研究所（2010年1月、BSジャパン）
- となりのマエストロ（2010年2月28日、毎日放送制作・TBS系）
- ifの歴史書〜もしものヒストリー〜（2010年3月、日本テレビ）
- BSフジLIVE プライムニュース（2010年4月、BSフジ）
- スーパーJチャンネル 新東京見聞録（2010年5月、テレビ朝日）
- 全種類（2010年5月、TBS）
- MAG・ネット（2010年7月、BS2）
- お願い!ランキング（2010年7月、テレビ朝日）
- 全種類 （2010年5月、TBS）
- スーパーJチャンネル（2010年7月、テレビ朝日）
- 燃え萌え!戦国武将列伝（2010年7月、NHK九州・沖縄）

### ラジオ
レギュラーラジオ
- 大沢悠里のゆうゆうワイド「美甘子の歴史DEええじゃないか!」（2010年10月7日 - 、TBSラジオ）

ゲスト出演
- 玉川美沙 たまなび（2008年11月20日、文化放送）
- music storage（2009年2月6日、TOKYO FM）
- ザ・ホットライン〜東京わがままモーニング（2009年3月5日、アール・エフ・ラジオ日本）
- 銀河に吠えろ!宇宙GメンTAKUYA／宇宙GメンEX（2009年5月20日、ニッポン放送）
- パワー・ベイモーニング／デリナビ（2009年6月12日、bayfm）
- GAKU-Shock（2009年6月21日、TBSラジオ）
- WONDERFUL WORLD（2009年10月22日、TOKYO FM）
- ラジオとさるこう!（2009年11月7日、NHKラジオ第1（九州））
- あべちゃんトシ坊!こりない二人（2009年11月14日、RKB毎日放送）
- 中西哲生のクロノス（2009年12月3日、TOKYO FM）
- ラジオ深夜便（2011年7月1日、NHKラジオ第1）

### MUSIC VIDEO出演
- マキタ学級『OH!ジーザス』
- 黒猫チェルシー『嘘とドイツ兵』
- 撃鉄『P.S.』

### DVD
- 坂本龍馬の生涯（2010年2月発売、マクザム）特典映像にて出演。

### VP
- 大日本インキ工業『color of life』
- 国土交通省『交通安全』

### ライブ
- 歴ドル美甘子サイン会（2009年1月17日、神田小川町時代屋）
- レッドクリフ公開記念歴ドル美甘子の三国志ナイト（2009年3月23日、新宿ロフトプラスワン）
- 戦国魂ライブ2009 〜関ケ原の戦い再論功行賞〜（2009年4月30日、渋谷DUO）細川ガラシャ役
- 横浜150開港祭りフィルムトーク（2009年6月1日、横浜赤レンガ倉庫）司会
- 三島水軍鶴姫祭り（2009年7月19日、愛媛県大三島）鶴姫役
- 「歴女 私の愛する戦国武将」発売記念・歴ドル美甘子の歴っしゅナイト（2009年7月22日、新宿ロフトプラスワン）
- 「歴女 私の愛する戦国武将」発売記念サイン会（2009年8月2日、神田小川町時代屋）
- 全国龍馬ファンの集い（講演）（2009年10月24日、高知県南国市）
- 土佐・龍馬であい博PR大使任命式（2009年10月24日、高知県南国市）

### タイアップ
- 2010年 土佐・龍馬であい博PR大使
- 坂本龍馬幕末歴史検定イメージキャラクター
- NHK高知「発進!龍馬伝〜We love 龍馬〜」イメージキャラクター
- 電撃オンライン コーエー 「信長の野望Online」
- NHK大津「歴ドル美甘子の近江deGO!」

## 書籍等

### 著書
- 歴女 私の愛する戦国武将（2009年6月26日発売、ビジネス社）
- 戦国武将とお姫様の残酷物語（2009年9月17日発売、光文社）
- 龍馬はなぜあんなにモテたのか（2009年11月26日発売、KKベストブック）

### 連載
- 歴史人（KKベストセラーズ）「歴ドル美甘子の歴っしゅ!新聞」毎月連載
- MSNドニッチ!「歴ドル美甘子の歴史めがねDEなうびゅーいんぐ!」毎週更新
- モバイルサイト映画秘宝クラブ（歴ドル美甘子のキネマDEやんす!、歴史映画コラム月3回更新）
- 黄金のGT（晋遊舎）連載「歴ドル美甘子の歴っしゅ☆偉人伝」
- EX MAX!（ぶんか社）連載「歴ドル美甘子の歴ーっしゅ!波乱万丈人物伝」
- モバイルサイト「歴ドル美甘子の歴っしゅ!検定」

### 著書以外
- 志茂田景樹著「独眼竜政宗 最後の野望」あとがき解説（2009年10月発売、講談社文庫）
- 福田栄一著「蒼きサムライ」あとがき解説（2010年3月発売、メディアファクトリー）
- 赤石路代著「AMAKUSA1637」あとがき解説（2010年5月発売、小学館文庫）
- CD「明治維新のクラシック」解説コラム（2010年2月発売、ワーナーミュージック）